# 門真市立二島小学校
門真市立二島小学校（かどましりつ ふたしましょうがっこう）は、大阪府門真市にある公立小学校。
門真市南部の住宅地および農村部を校区とする。明治時代初期に設置された三ツ島郷学校に起源を持つ。

## 沿革
- 1872年 - 三ツ島郷学校を開設
- 1873年 - 堺県河内国第十区第五十五番三ツ島小学校へ改編。
- 1875年4月 - 茨田郡三ツ島小学校として創立。
- 1893年4月 - 茨田郡村立三ツ島尋常小学校に改称。
- 1896年4月 - 郡の合併により、北河内郡村立三ツ島尋常小学校に改称。
- 1923年3月 - 高等科を併置。北河内郡三ッ島尋常高等小学校に改称。
- 1924年3月 - 北河内郡二島尋常高等小学校に改称。
- 1941年4月1日 - 国民学校令により、北河内郡二島国民学校に改称。
- 1947年4月1日 - 学制改革により、北河内郡二島村立二島小学校に改称。
- 1956年10月 - 二島村の門真町への編入に伴い、北河内郡門真町立二島小学校に改称。
- 1957年11月 - 給食室設置。
- 1959年7月 - プール完成。
- 1963年8月1日 - 門真市の市制施行により、門真市立二島小学校に改称
- 1974年4月 - 養護学級新設。
- 1998年9月　コンピュータ室設置。

## 通学区域
- 門真市 大字三ッ島（下八箇荘水路以西）、大字薭島、大字桑才、大字三番、桑才新町（府道深野南寺方大阪線以南）、東田町。

卒業生は基本的に門真市立第七中学校へ進学する。

## 交通
- 地下鉄長堀鶴見緑地線 門真南駅 北へ約700m。

## 著名出身者
- 髙橋直也 - サッカー選手